# Steve Cruz
Steve Cruz (San Francisco, 4 novembre 1972) è un ex attore pornografico, regista e produttore cinematografico statunitense, di origine portoghese. Lavora esclusivamente in film pornografici gay.

## Biografia
Debutta nel mondo della pornografia gay nel 2006 con il film Lords of the Jungle, dopo aver firmato un contratto in esclusiva con i Raging Stallion Studios. Nel corso degli anni prende parte a numerosi film dove si esibisce come versatile, anch'egli preferisce esibirsi come passivo. Ha lavorato anche per casa di produzione come Hot House Entertainment e Titan Media.
Con il tempo diviene uno degli attori più noti del settore, grazie al suo aspetto latino e alla fisicità villosa, ma soprattutto per il suo impegno nel sociale, come portavoce del sesso sicuro. Cruz si è guadagnato diversi riconoscimenti del settore hard, vincendo nel 2008 un Grabby Award come miglior esordiente.
Nel 2008 debutta come regista pornografico con Blue Movie, prodotto dalla Mustang Video, facente parte una trilogia nata come omaggio, in chiave pornografica, alla trilogia del regista polacco Krzysztof Kieślowski.
Grazie alla sua passione per la graphic design e il website design, gestisce personalmente il suo sito ufficiale e un suo blog personale. Proprio per il suo sito il 23 maggio 2009 vince un Grabby Award, inoltre vince l'importante premio di Miglior performer dell'anno.
Dal 2009 si dedica quasi esclusivamente all'attività di regista, lavorando inoltre come produttore e direttore creativo per Raging Stallion Studios. Nello stesso periodo, assieme al compagno Bruno Bond, fonda un proprio web studio chiamato Hard Friction, affiliato ai Raging Stallion Studios.

## Filmografia parziale

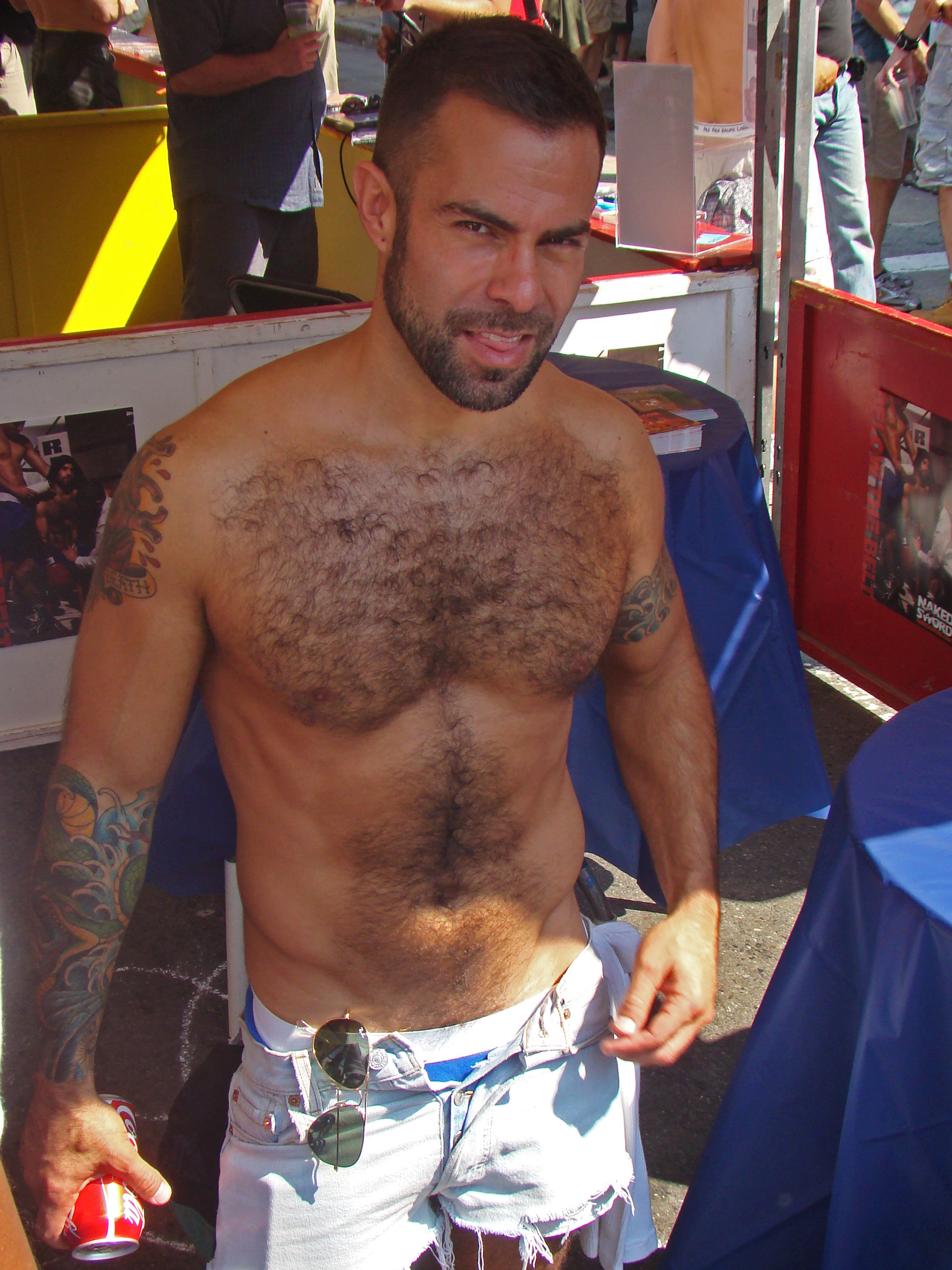
Steve Cruz alla Folsom Street Fair 2008

### Attore
- Lords of the Jungle (2006)
- Link: The Evolution (2007)
- Out on Vacation (2007)
- Hot House Backroom, Volume 3 (2007)
- Hot House Backroom, Volume 4 (2007)
- Command Post (2007)
- Communion (2007)
- H2O (2007)
- Mirage (2007)
- Limits (2007)
- Grease Monkey Bears (2007)
- When Bears Attack (2007)
- Ink Storm (2007)
- Drifter (2007)
- Grunts: Misconduct (2007)
- Grunts: Brothers in Arms (2007)
- Grunts: The New Recruits (2007)
- Jock Itch 2: Balls to the Wall (2008)
- The 4th Floor (2008)
- Savage (2008)
- Hotter Than Hell: Part 1 (2008)
- Hotter Than Hell: Part 2 (2008)
- Your Ass is Mine (2008)
- Piss Off: Hardcore Fetish Series: Pissing #1 (2009)
- Red Light (2009)
- Menace (2009)
- Out on the Orgy (2009)
- Hard Friction (2009)
- Focus/Refocus (2009)
- Attraction (Raging Stallion) 2010
- Best of Jake Deckard 1 (Raging Stallion) 2010
- Best of Logan McCree (Raging Stallion) 2010
- Best of Ricky Sinz (Raging Stallion) 2010
- Coat Your Throat (Raging Stallion) 2010
- Hairy Boyz 14 (Raging Stallion) 2010
- Hairy Boyz 16 (Raging Stallion) 2010
- Hairy Boyz 17 (Raging Stallion) 2010
- Hard Friction 2 (Raging Stallion) 2010
- Hard Friction Edge 1: Fresh Meat (Raging Stallion) 2010
- Tales of the Arabian Nights (Raging Stallion) 2010
- Tales of the Arabian Nights 2 (Raging Stallion) 2010
- Best of Trojan Rock (Eurocreme) 2011
- Chad Hunt: My Big Fucking Dick (Falcon Studios) 2011
- Hairy Boyz 18 (Raging Stallion) 2011
- Hairy Boyz 21 (Raging Stallion) 2011
- Chris Ward's Masterstrokes 3 - Art of the Orgy (Raging Stallion) 2012
- Hairy Boyz 24 (Raging Stallion) 2012
- Best of Hard Friction 2 (Raging Stallion) 2013
- Masterstrokes 12: High Impact (Raging Stallion) 2013
- Beach Bums (Millivres Prowler Ltd) 2015
- Wolfs Den (Rascal Video) 2017

### Regista
- Blue Movie (2009)
- Darkroom (2009)
- Dirty (2009)
- Green Door (2009)
- Hard Friction 1 (2009)
- Red Light (2009)
- XXX (2009)
- Attraction (2010)
- Best of Tyler Saint (2010)
- Caught On Tape (2010)
- Drenched in Piss County (2010)
- Hard Friction 2 (2010)
- Hard Friction Edge 1: Fresh Meat (2010)
- Hot Sex (2010)
- Muscle And Ink (2010)
- Piss Army (2010)
- Roll In the Hay (2010)
- Steamworks (2010)
- All Access (2011)
- Blue Collar (2011)
- Dominus (2011)
- Get Me Off (2011)
- Get Some (2011)
- Giants (2011)
- Giants 2 (2011)
- Guys Next Door (2011)
- Guys Next Door 2 (2011)
- He's Got a Big Package (2011)
- I Want You (2011)
- Indiscretion (2011)
- Late Night Hit (2011)
- Live Sex (2011)
- Need It Bad (2011)
- Pounded Down (2011)
- Retreat (2011)
- Rugburn (2011)
- So Into You (2011)
- When Men Fuck (2011)
- All the Way (2012)
- Best of Angelo Marconi (2012)
- Best of Dylan Roberts (2012)
- Best of Nash Lawler (2012)
- Cabin Fever (2012)
- Deep Inside 1 (2012)
- Deep Inside 2 (2012)
- Dude! Where's My Watch? (2012)
- Fahrenheit (2012)
- Fucked Down (2012)
- Fucked Hard (2012)
- Impact (2012)
- In Yer Face (2012)
- Insatiable (2012)
- It Gets Bigger (2012)
- Madrid Sexy (2012)
- Nasty Fuckers (2012)
- Never Enough (2012)
- Pure Sex (2012)
- Satisfaction (2012)
- Spencer Reed Anthology (2012)
- Stripped 1: Make it Rain (2012)
- Stripped 2: Hard for the Money (2012)
- Suck My Cock (2012)
- Suck My Cock 2 (2012)
- Suck My Cock 3 (2012)
- Use Me Like a Tool (2012)
- Addicted (2013)
- Best of Hard Friction (2013)
- Best of Hard Friction 2 (2013)
- Buck Naked (2013)
- Full Release (2013)
- Hung Americans (2013)
- Hung Americans 2 (2013)
- Lowdown Dirty (2013)
- Magnetism (2013)
- Masterstrokes 12: High Impact (2013)
- Musclebound (2013)
- Open Road 1 (2013)
- Open Road 2 (2013)
- Powerload (2013)
- Sun Kissed (2013)
- Tahoe: Snow Packed (2013)
- Tahoe: Snow Plowed (2013)
- Throb (2013)
- Tight (2013)
- Timberwolves (2013)
- Trent Locke Anthology (2013)
- Ass to Grind (2014)
- Auto Erotic 1 (2014)
- Auto Erotic 2 (2014)
- Best of Hard Friction 5 (2014)
- Cock Fight (2014)
- Cockquest (2014)
- Full Blast (2014)
- Hairy Boyz 33 (2014)
- Hairy Boyz 35 (2014)
- Hard Friction's Ass to Grid (2014)
- Hot Fucks 3 (2014)
- Hot Fucks 5 (2014)
- Humongous Cocks 22 (2014)
- Humongous Cocks 27 (2014)
- Into Darkness (2014)
- Tourist (2014)
- Under My Skin 1 (2014)
- Under My Skin 2 (2014)
- Want It Now (2014)
- Amazing Ass 8 (2015)
- Bang On (2015)
- Clusterfuck (2015)
- Clusterfuck 2 (2015)
- Fuck Yeah (2015)
- Hairy Boyz 41 (2015)
- Hot as Fuck (2015)
- I'd Hit That (2015)
- Sidewinder (2015)
- Temptation (2015)
- XXXposure (2015)
- Backstage Pass 1 (2016)
- Backstage Pass 2 (2016)
- Beef Squad (2016)
- Bout to Bust (2016)
- Destroyer (2016)
- Dicklicious (2016)
- Erect This (2016)
- Erectus (2016)
- Hung Country (2016)
- Men of Madrid (2016)
- Object of Desire (2016)
- Primal (2016)
- Sexflix and Chill (2016)
- State Of Arousal (2016)
- Thirst is Real (2016)
- A-Team All Stars: Austin Wolf (2017)
- A-Team All Stars: Chris Bines (2017)
- A-Team All Stars: Sebastian Kross (2017)
- A-Team All Stars: Shawn Wolfe (2017)
- Beards Bulges and Ballsacks (2017)
- Drive Thru (2017)
- Gaymers (2017)
- Gun Show (2017)
- High N' Tight (2017)
- It's Coming (2017)
- My Big Fucking Dick 42: Francesco D'macho (2017)
- Trapped (2017)
- Two Dick Minimum (2017)
- Bounty Hunters (2018)
- Clothing Optional (2018)
- Do Me for the Likes (2018)
- Furgasm (2018)
- Hit It Then Quit It (2018)
- My Big Fucking Dick 45: Sebastian Kross (2018)
- Otter Erotic (2018)
- Raw Power (2018)
- Rideshare (2018)
- Super (2018)
- Three Wishes (2018)
- Vice (2018)
- At Large (2019)
- Bareback Crashpad (2019)
- Blood Moon: Timberwolves 2 (2019)
- Haulin' Ass (2019)
- Hot Raw and Ready (2019)
- Loaded: Give It To Me Raw (2019)
- Manscent (2019)
- Masturbation Station (2019)
- Night Riders (2019)
- Outta the Park (2019)
- Raw Construction (2019)
- Get A Room (2020)

## Premi

### Attore
- Hard Choice Awards 2008 - Best New Performer of 2007
- Raging Stallion Studios - Man Of The Year 2008
- Grabby Award 2008 - Best Newcomer
- Grabby Award 2008 - Best Group Sex Scene
- GayVN Award 2008 - Best Group Sex Scene
- Hard Choice Awards 2009 - Best New Director of 2008
- Naked Sword Man of the Year 2009
- Grabby Award 2009 - Best Performer of the Year
- Grabby Award 2009 - Best Porn Star Website
- Grabby Award 2010 - Best Group (con Francesco D'Macho, Damien Crosse, Wilfried Knight e Angelo Marconi)[3]
- JRL Gay Film Awards 2010 - Best Threesome Scene of the Year[4] (con Adam Killian e Ricky Sinz)
- JRL Gay Film Awards 2010 - Best Bear Bottom Performer of the Year
- GayVN Award 2008 - Best Supporting Actor
- Cybersocket Web Awards 2011 - Surfer's Choice: Best Porn Star[5]

### Regista
- GayVN Award 2021 - Best Director – Non-Feature, per Cake Shop (Raging Stallion)
- GayVN Award 2022 - Best Director – Non-Feature, con  Leo Forte, per Born to Porn (Falcon)